# Anomalon nigribase
Anomalon nigribase là một loài tò vò trong họ Ichneumonidae.